# Stilpon curvipes
Stilpon curvipes är en tvåvingeart som beskrevs av Axel Leonard Melander 1927. Stilpon curvipes ingår i släktet Stilpon och familjen puckeldansflugor. Inga underarter finns listade i Catalogue of Life.